# Craig Sheffer
Craig Sheffer, född 23 april 1960, York, Pennsylvania, är en amerikansk skådespelare. Han är bror till manusförfattaren Hogan Sheffer.
Han slog igenom i TV-serien One Life to Live och filmdebuterade i That Was Then... This Is Now (1985) och medverkade därefter i filmer som Fire With Fire (1986) och Some Kind of Wonderful (1987).
I början av 1990-talet spelade han huvudroller i ett par kända filmer, som Nightbreed (1990) och den av Robert Redford regisserade Där floden flyter fram (1992).
Under 2000-talet har han bland annat medverkat i filmer som Hellraiser V (2000) och While She Was Out (2008) spelat Keith Scott i TV-serien One Tree Hill.